# Separats
Separats (títol original:  The Break-Up) és una pel·lícula romàntica i de drama del 2006 de Universal Pictures. És protagonitzada per Vince Vaughn i Jennifer Aniston. Va ser escrita per Jay Lavender i Jeremy Garelick, i dirigida per Peyton Reed. S'ha doblat al català.

## Argument
La pel·lícula explica la història d'una parella que decideix separar-se. El problema és que cap dels dos no vol abandonar el pis en el qual viuen, per la qual cosa decideixen dividir-lo en dues meitats i quedar-se'n cadascun la seva part. A partir d'allà, intentaran fer tot el possible per fer fora l'altre de la seva part.

## Repartiment
- Jennifer Aniston: Brooke Meyers
- Vince Vaughn: Gary Grobowski
- Joey Lauren Adams: Addie Jones
- Cole Hauser: Lupus Grobowski, germà de Gary
- Jon Favreau: Johnny Ostrofski
- Jason Bateman: Mark Riggleman
- Judy Davis: Marilyn Dean
- Justin Long: Christopher Hirons
- John Michael Higgins: Richard Meyers, germà de Brooke
- Vernon Vaughn: Howard Meyers, pare de Brooke
- Ann-Margret: Wendy Meyers, mare de Brooke
- Vincent D'Onofrio: Dennis Grobowski, germà de Gary
- Peter Billingsley: Andrew
- Mary-Pat Green: Mischa
- Keir O'Donnell: Paul Grant
- Geoff Stults: Mike Lawrence
- Zack Shada: Mad Dawg Killa (veu)
- Brad Nelson: Greg (no surt als crèdits)

## Rebuda
Aquesta pel·lícula còmica ha guanyat en total uns 203 milions de dòlars a escala mundial, amb un total de 118 milions al mercat americà.
La pel·lícula va rebre crítiques principalment negatives. Rotten Tomatoes li dona una ràtio del 34%. El crític Rick Green de Globe and Mail deia, "encara que posseïda d'un desig lloable de no ser mediocre, no veig com no ho ha de ser una comèdia antiromàntica." Metacritic dona un índex de 45 sobre 100.

## Música
- La primera selecció de cançons, associada amb fotos de la llavors parella feliç, va ser "You're My Best Friend" de Queen. També presentades a la pel·lícula són les cançons "Story of My Life" de Social Distortion, "Boogie Nights" de Heatwave, "You Oughta Know" d'Alanis Morissette, "Time Bomb" and "Salome" d'Old 97's, i "Crazy Little Thing Called Love" de Queen cantada per Dwight Yoakam. La cançó de tancament, que anuncia el futur de la seva relació, és "I Can See Clearly Now de "Johnny Nash. Al tràiler hi ha una altra cançó de Distorsió Social - "Ball and Chain."
- Alguns personatges canten a cappella "Owner of a Lonely Heart" de la banda rock Yes al sopar.
- Una de les escenes de la pel·lícula es va rodar al concert del grup alternatiu Old 97's al Riviera theater de Chicago.
- La cançó "Timebomb" dels Old 97's també es va utilitzar a la pel·lícula Clay Pigeons, que també va protagonitzar Vince Vaughn.